# Ehren McGhehey
Ehren McGhehey (nacido el 29 de noviembre de 1976) es un actor y acróbata estadounidense. Es conocido por participar en la serie de MTV Jackass y en sus posteriores películas.

## Jackass
Después que McGhehey se retirara de surfear sobre la nieve debido a una lesión, tuvo un trabajo en una tienda de skate en Portland. Allí filmó algunas ideas y trucos en una escala pequeña, luego fue elegido por el director de Jackass Jeff Tremaine, quién lo colocó en el equipo Jackass. McGhehey luego apareció en las cuatro películas de Jackass. El lema de Ehren a la hora de realizar acrobacias es "La seguridad es lo primero". McGhehey es a menudo referido como "Danger Ehren" por el equipo de Jackass. Es el blanco de muchas bromas por Jackass, sobre todo, por el "Taxi del terror" en Jackass Number Two.

## Televisión
- Jackass (2000–2002)
- Bam's Unholy Union (2007)

## Cine
- Jackass: The Movie (2002)
- Grind (2003)
- Jackass Number Two (2006)
- Jackass 2.5 (2007)
- Jackass 3D (2010)
- Jackass 3.5 (2011)
- Jackass Forever  (2022)
- Jackass 4.5 (2022)